# Jezioro Mnich
Jezioro Mnich este o arie protejată (sit de importanță comunitară — SCI) din Polonia întinsă pe o suprafață de 46 ha, integral pe uscat.

## Localizare
Centrul sitului Jezioro Mnich este situat la coordonatele 52°39′27″N 16°01′37″E / 52.6574°N 16.027°E.

## Înființare
Situl Jezioro Mnich a fost declarat sit de importanță comunitară în octombrie 2009 pentru a proteja 2 specii de plante.

## Biodiversitate
Situată în ecoregiunea continentală, aria protejată conține 7 habitate naturale: Mlaștini turboase de tranziție și turbării mișcătoare, Mlaștini calcaroase cu Cladium mariscus și specii de Caricion davallianae, Mlaștini alcaline, Păduri acidofile de stejar bătrân cu Quercus robur pe câmpii nisipoase, Ape puternic oligomezotrofe cu vegetație bentonică cu Chara spp., Lacuri eutrofice naturale cu vegetație de tip Magnopotamion sau Hydrocharition, Fânețe de joasă altitudine (Alopecurus pratensis, Sanguisorba officinalis).
La baza desemnării sitului se află mai multe specii protejate de  plante (2): Hamatocaulis vernicosus, moșișoare (Liparis loeselii).